# مستقبل ريتينويد أكس ألفا
مستقبل ريتينويد أكس ألفا (بالإنجليزية: Retinoid X receptor alpha) (مختصره RXR-alpha), ويعرف كذلك مستقبل نووي عائلة 2، مجموعة ب، عضو 1 (بالإنجليزية: nuclear receptor subfamily 2, group B, member 1) (مختصره NR2B1) هو is a مستقبل نووي موجود عند الإنسان مشفر في المورثة RXRA.

## مخطط مسار تفاعلي
اضغط على المورثة أو البروتين أو المادة للذهاب إلى المقالة المتعلقة بها.
1. ↑  يمكن تعديل مخطط مسار التكوين التفاعلي في  ويكيباثويز: "VitaminDSynthesis_WP1531".

## التفاعلات
أظهر مستقبل ريتنويد أكس ألفا تآثرات مع:
- BCL3,[4]
- BRD8,[5]
- CLOCK,[6]
- FXR[7]
- IGFBP3,[8]
- ITGB3BP,[9]
- LXR-β,[7]
- MyoD,[10]
- NCOA6,[11][12][13][14]
- NFKBIB,[15]
- NPAS2,[6]
- NRIP1,[16][17]
- NR4A1,[18]
- NCOA2,[19]
- NCOA3,[20]
- POU2F1,[21][22]
- بي جي سي-1 ألفا,[23]
- مستقبل منشط لمكاثر البيروكسيسوم النوع-غاما,[24][25][26]
- RNF8,[27]
- مستقبل حمض الريتينويك ألفا,[28][29]
- SHP,[30][31]
- TADA3L,[32]
- TBP,[33]
- TRIM24,[34][35]
- TR-β,[36][37]
- مستقبل كالسيتريول.[19][38]